# Hexatoma (Eriocera) carbonipes
Hexatoma (Eriocera) carbonipes is een tweevleugelige uit de familie steltmuggen (Limoniidae). De soort komt voor in het Oriëntaals gebied.